# Погонич-пігмей
Погонич-пігмей (Coturnicops) — рід журавлеподібних птахів родини пастушкових (Rallidae). Представники цього роду мешкають в Азії і Америці.

## Види
Виділяють три види:. 
- Погонич-пігмей уссурійський (Coturnicops exquisitus)
- Погонич-пігмей жовтий (Coturnicops noveboracensis)
- Погонич-пігмей чорний (Coturnicops notatus)

## Етимологія
Наукова назва роду Coturnicops походить від сполучення слів лат. coturnix — перепілка і дав.-гр. ωψ — вигляд.